# Trophée NHK 2015
Navigation
Édition précédente Édition suivante
Le Trophée NHK (en anglais : NHK Trophy) est une compétition internationale de patinage artistique qui se déroule au Japon au cours de l'automne. Il accueille des patineurs amateurs de niveau senior dans quatre catégories: simple messieurs, simple dames, couple artistique et danse sur glace.
Le trente-septième Trophée NHK est organisé du 27 au 29 novembre 2015 au Big Hat de Nagano. Il est la sixième compétition du Grand Prix ISU senior de la saison 2015/2016.

## Résultats

### Messieurs
| Rang | Nom                | Pays       | Points | Programme court | Programme court | Programme libre | Programme libre |
| ---- | ------------------ | ---------- | ------ | --------------- | --------------- | --------------- | --------------- |
| 1    | Yuzuru Hanyu       | Japon      | 322.40 | 1               | 106.33          | 1               | 216.07          |
| 2    | Jin Boyang         | Chine      | 266.43 | 2               | 95.64           | 2               | 170.79          |
| 3    | Takahito Mura      | Japon      | 242.21 | 3               | 88.29           | 5               | 153.92          |
| 4    | Grant Hochstein    | États-Unis | 235.63 | 8               | 74.30           | 3               | 161.33          |
| 5    | Keiji Tanaka       | Japon      | 234.90 | 9               | 73.74           | 4               | 161.16          |
| 6    | Konstantin Menshov | Russie     | 233.58 | 6               | 79.79           | 6               | 153.79          |
| 7    | Michal Březina     | Tchéquie   | 222.49 | 5               | 81.64           | 9               | 140.85          |
| 8    | Richard Dornbush   | États-Unis | 217.50 | 7               | 78.20           | 10              | 139.30          |
| 9    | Chafik Besseghier  | France     | 215.82 | 10              | 72.51           | 7               | 143.31          |
| 10   | Maksim Kovtun      | Russie     | 212.63 | 4               | 82.27           | 11              | 130.36          |
| 11   | Elladj Baldé       | Canada     | 211.09 | 11              | 69.47           | 8               | 141.62          |
| 12   | Brendan Kerry      | Australie  | 177.98 | 12              | 61.20           | 12              | 116.78          |

### Dames
| Rang | Nom             | Pays       | Points | Programme court | Programme court | Programme libre | Programme libre |
| ---- | --------------- | ---------- | ------ | --------------- | --------------- | --------------- | --------------- |
| 1    | Satoko Miyahara | Japon      | 203.11 | 1               | 69.53           | 1               | 133.58          |
| 2    | Courtney Hicks  | États-Unis | 183.12 | 2               | 65.60           | 3               | 117.52          |
| 3    | Mao Asada       | Japon      | 182.99 | 4               | 62.50           | 2               | 120.49          |
| 4    | Ashley Wagner   | États-Unis | 179.33 | 3               | 63.71           | 5               | 115.62          |
| 5    | Mirai Nagasu    | États-Unis | 175.64 | 5               | 61.10           | 6               | 114.54          |
| 6    | Kaetlyn Osmond  | Canada     | 168.48 | 8               | 57.07           | 7               | 111.41          |
| 7    | Li Zijun        | Chine      | 166.40 | 6               | 60.78           | 10              | 105.62          |
| 8    | Alena Leonova   | Russie     | 165.75 | 7               | 59.63           | 9               | 106.12          |
| 9    | Anna Pogorilaya | Russie     | 164.63 | 11              | 47.35           | 4               | 117.28          |
| 10   | Mariko Kihara   | Japon      | 163.19 | 10              | 54.96           | 8               | 108.23          |
| 11   | Maria Artemieva | Russie     | 158.33 | 9               | 55.68           | 11              | 102.65          |

### Couples
| Rang | Nom                                    | Pays        | Points | Programme court | Programme court | Programme libre | Programme libre |
| ---- | -------------------------------------- | ----------- | ------ | --------------- | --------------- | --------------- | --------------- |
| 1    | Meagan Duhamel / Eric Radford          | Canada      | 202.72 | 1               | 71.04           | 1               | 131.68          |
| 2    | Yu Xiaoyu / Jin Yang                   | Chine       | 191.02 | 3               | 67.00           | 2               | 124.02          |
| 3    | Alexa Scimeca / Chris Knierim          | États-Unis  | 190.66 | 2               | 68.43           | 3               | 122.23          |
| 4    | Vera Bazarova / Andrei Deputat         | Russie      | 181.70 | 4               | 64.06           | 5               | 117.64          |
| 5    | Lubov Iliushechkina / Dylan Moscovitch | Canada      | 180.63 | 5               | 63.80           | 6               | 116.83          |
| 6    | Vanessa James / Morgan Ciprès          | France      | 180.20 | 6               | 61.91           | 4               | 118.29          |
| 7    | Jessica Calalang / Zack Sidhu          | États-Unis  | 150.26 | 7               | 55.19           | 7               | 95.07           |
| 8    | Amani Fancy / Christopher Boyadji      | Royaume-Uni | 125.80 | 8               | 42.52           | 8               | 83.28           |

### Danse sur glace
| Rang | Nom                                 | Pays        | Points | Danse courte | Danse courte | Danse libre | Danse libre |
| ---- | ----------------------------------- | ----------- | ------ | ------------ | ------------ | ----------- | ----------- |
| 1    | Maia Shibutani / Alex Shibutani     | États-Unis  | 174.43 | 1            | 68.08        | 1           | 106.35      |
| 2    | Ekaterina Bobrova / Dmitri Soloviev | Russie      | 169.33 | 3            | 66.19        | 2           | 103.14      |
| 3    | Madison Hubbell / Zachary Donohue   | États-Unis  | 167.49 | 2            | 66.57        | 3           | 100.92      |
| 4    | Aleksandra Stepanova / Ivan Bukin   | Russie      | 160.64 | 4            | 61.96        | 4           | 98.68       |
| 5    | Penny Coomes / Nicholas Buckland    | Royaume-Uni | 155.88 | 5            | 61.00        | 5           | 94.88       |
| 6    | Anastasia Cannuscio / Colin McManus | États-Unis  | 138.41 | 6            | 55.21        | 6           | 83.2        |
| 7    | Kana Muramoto / Chris Reed          | Japon       | 134.97 | 7            | 53.44        | 7           | 81.53       |
| 8    | Emi Hirai / Marien de la Asuncion   | Japon       | 115.59 | 8            | 43.61        | 8           | 71.98       |

## Source
- (en) Résultats du Trophée NHK 2015 sur le site de l'ISU